# Jesse James (filme)
Jesse James (bra: Jesse James; prt: Justiça de Jesse James) é um filme estadunidense de 1939, do gênero faroeste, dirigido por Henry King.
O filme foi produzido por Darryl F. Zanuck e distribuido pela 20th Century Fox Film Corporation, a música esteve a cargo de Louis Silvers, a fotografia foi de George Barnes e W. Howard Greene, a direcção de arte de William S. Darling e George Dudley, o figurino de Royer e a edição de Barbara McLean.

## Elenco
- Tyrone Power .... Jesse James
- Henry Fonda .... Frank James
- Nancy Kelly .... Zerelda Cobb
- Randolph Scott .... xerife Will Wright
- Henry Hull .... Rufus Cobb
- J. Edward Bromberg .... sr. Runyan
- Brian Donlevy .... Barshee
- John Carradine .... Bob Ford
- Donald Meek .... McCoy
- Johnny Russell .... Jesse James Jr.
- Jane Darwell .... sra. Samuels
- Charles Tannen .... Charlie Ford
- Claire Du Brey .... sra. Ford
- Williard Robertson .... Clarke
- Harold Goodwin .... Bill
- Slim Summerville